# Хаджебиёков, Руслан Гиссович
Руслан Гиссович Хаджебиёков (род. 23 марта 1948 года, Адыгея, СССР, Россия) — советский партийный, хозяйственный и российский государственный деятель, председатель Государственного Совета-Хасэ Республики Адыгея, Депутат Государственной думы Российской Федерации V созыва

## Биография
Председатель Государственного Совета — Хасэ Республики Адыгея
Родился 23 марта 1948 года. Образование высшее, окончил в 1976 году Кубанский государственный университет по специальности «преподаватель истории и обществоведения», в 1992 году — Российскую академию государственной службы при Президенте Российской Федерации по специальности «политолог, советник (эксперт) по политическим вопросам и связям с общественно-политическими организациями». Прошел профессиональную переподготовку в Финансовой академии при Правительстве Российской Федерации. Кандидат политических наук, действительный член Российской муниципальной академии, Российской академии проблем безопасности, обороны и правопорядка. Автор ряда статей, научных работ, книги «Республика Адыгея: проблемы реформирования общества».
Профессиональная деятельность:
- С 1967 по 1969 год — служба в рядах Вооружённых сил СССР.
- С 1971 по 1977 год — на комсомольской работе в городах Краснодар и Майкоп.
- С 1981 по 1983 год избирался депутатом Майкопского городского Совета народных депутатов.
- С 1977 по 1991 год — на партийной работе в городе Майкоп.
- В 1996 году — депутат Государственного Совета — Хасэ Республики Адыгея.
- С 1991 по 1997 год — заместитель Премьер-министра Республики Адыгея, Министр национальной политики и внешних связей Республики Адыгея.
- С 1997 по 2006 год — управляющий отделением Пенсионного фонда РФ по Республике Адыгея Государственного Совета — Хасэ Республики Адыгея в 2001—2006 годах, возглавлял комитет по вопросам социальной политики.
- В 2006 году избран Председателем Государственного Совета — Хасэ Республики Адыгея.
- В 2007 году был избран депутатом Государственной Думы Федерального Собрания РФ пятого созыва в составе федерального списка кандидатов, выдвинутого Всероссийской политической партией «Единая Россия».

Член фракции «Единая Россия».
Член Комитета ГД по делам Федерации и региональной политике.
Член Генерального Совета, секретарь Политического совета Адыгейского регионального отделения ВПП «Единая Россия».

## Награды и звания
- Медаль ордена «За заслуги перед Отечеством» II степени.
- Почётным знаком Государственного Совета-Хасэ Республики Адыгея «Закон. Долг. Честь»,
- Почетной грамотой Совета Федерации Федерального Собрания Российской Федерации
- Почётной грамотой Государственного Совета — Хасэ Республики Адыгея.
- «Почетный работник Пенсионного фонда Российской Федерации», занесён в Книгу почёта Пенсионного фонда России